# Parnelli VPJ4

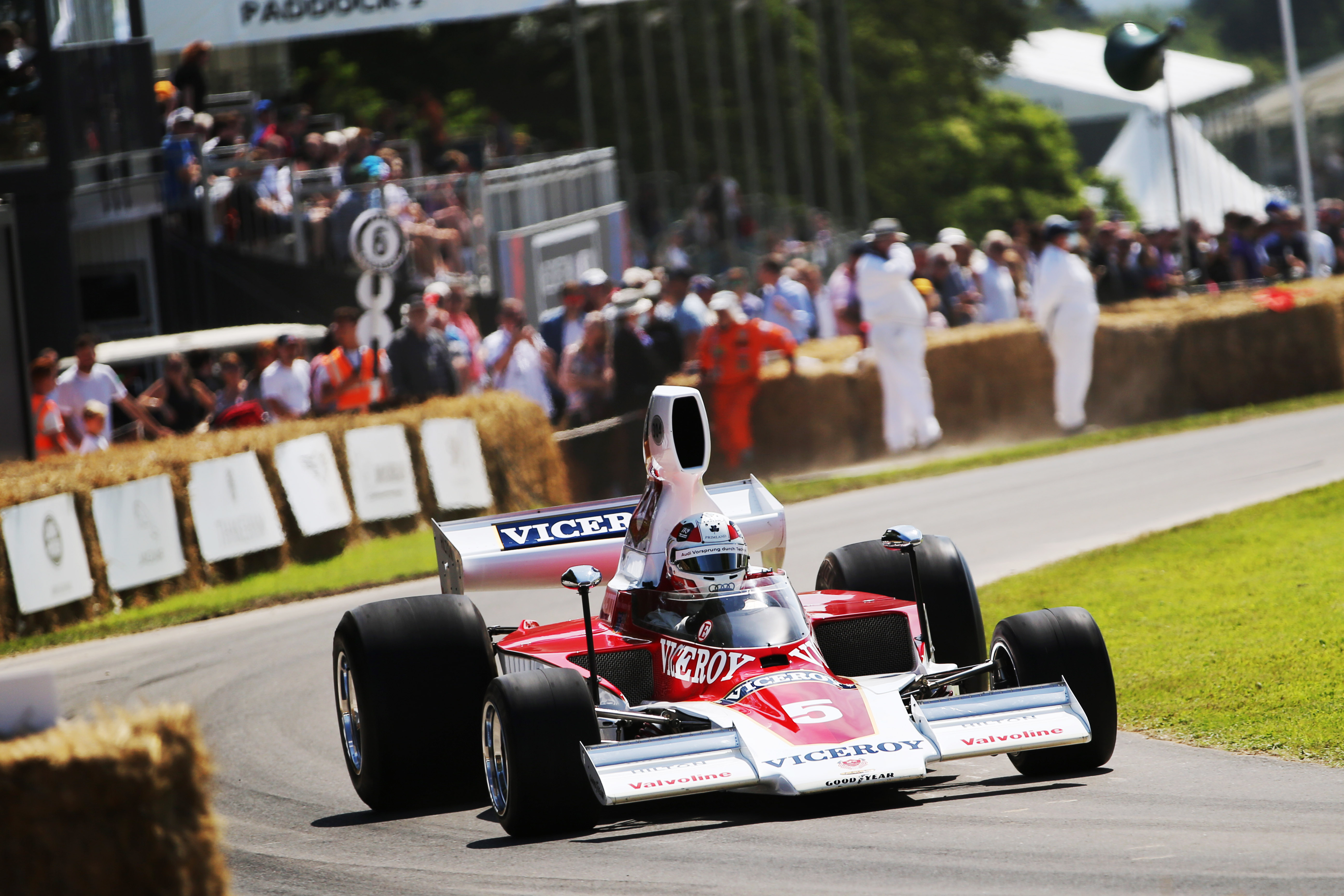
Parnelli VPJ4

Der Parnelli VPJ4 war ein Monoposto-Rennwagen der von Vel’s Parnelli Jones Racing 1974 gebaut wurde.

## Entwicklungsgeschichte
1969 hatten Parnelli Jones und Vel Miletich einen Rennstall gegründet, der in der USAC-Meisterschaft höchst erfolgreich war. 1974 stieg er in die Formel 1 ein.
Jones hatte einige Spitzenkräfte von Lotus abgeworben, darunter den Konstrukteur Maurice Philippe. Unter dessen Leitung entstand der VPJ4, der ursprünglich für die USAC-Serie geplant war. Philippe entwarf einen Wagen nach dem Vorbild des Lotus 72. Der VPJ4 hatte eine extreme Keilform über die gesamte Länge, seitliche Kühler und eine Drehstabfederung. Die Bremsen wurden vorne und hinten innen platziert. Das Getriebe kam von Hewland und der Motor war der bewährte DFV-V8 von Cosworth.

## Renngeschichte
Mit Mario Andretti am Steuer gab der Wagen sein Debüt beim Großen Preis von Kanada 1974 in Mosport. Andretti beendete das Rennen als Siebter. 1975 war der VPJ4 über die gesamte Saison der Einsatzwagen des Teams. Beste Platzierung war der vierte Rang von Andretti beim Großen Preis von Schweden in Anderstorp.
1976 wurde der Wagen verbessert und kam als VPJ4B zum ersten Grand Prix des Jahres. Der Wagen hatte jetzt Schraubenfedern und außenliegende Bremsen. Die Karosserie wurde insgesamt runder, aber nach dem dritten Saisonlauf zog sich das Team aus finanziellen Gründen aus der Formel 1 zurück und die drei VPJ4 wurden zu USAC-Rennwagen umgebaut.